# Park Narodowy Store Mosse

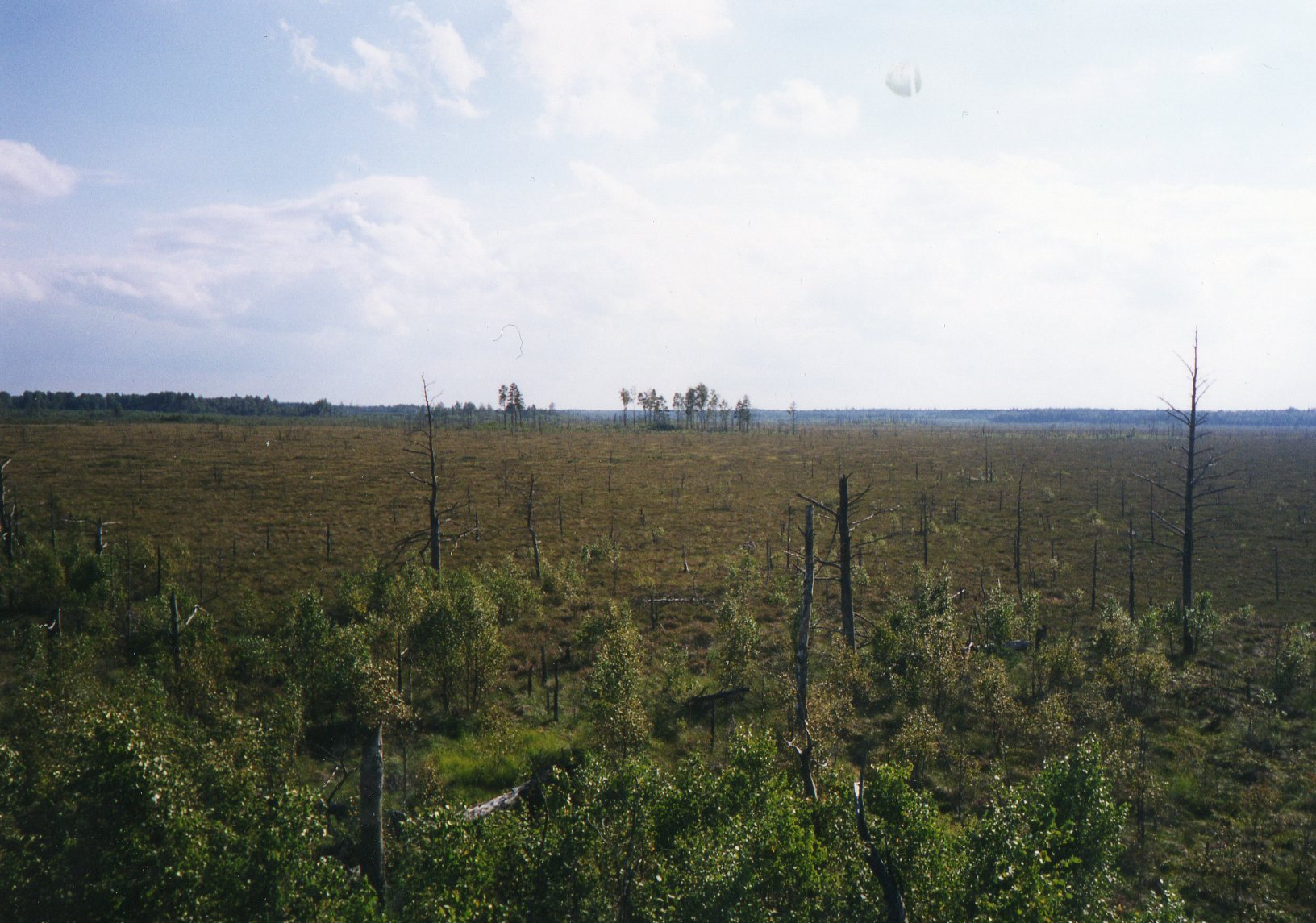
Park Narodowy Store Mosse

Park Narodowy Store Mosse (szw. Store Mosse nationalpark) – park narodowy w Szwecji, położony na terenie gmin Gnosjö, Värnamo i Vaggeryd, w regionie Jönköping. Został utworzony w 1982 w celu ochrony największych w południowej Szwecji terenów bagiennych. Ochronie podlega także jezioro Kävsjön, będące ostoją ptaków (najważniejszy obszar lęgowiskowy żurawia (Grus grus) w południowej Szwecji).
Nazwa parku w języku szwedzkim znaczy dosłownie "duże bagno". W rzeczywistości teren podmokły obejmuje blisko 100 km² i mimo wyraźnych śladów ludzkiej działalności (głównie pozyskiwanie torfu) zachował on pierwotny, naturalny charakter. 
Obszar Store Mosse w przeszłości był zajęty przez jezioro Fornbolmen. Pokrywało ono znacznie większy obszar niż jego pozostałość - Kävsjön. Kiedy Fornbolmen zaczęło wysychać, odsłoniły się piaski pokrywające dno. Wiatry wiejące  w tym czasie przenosiły niezwiązany roślinnością piasek tworząc wydmy. Kiedy poziom wód gruntowych podniósł się, tereny niżej położone uległy zabagnieniu a wydmy porosły roślinnością, tworząc swoiste "wyspy wśród bagien". Niektóre z tych wysp zostały później przekształcone przez ludzi w obszary uprawne - najbardziej znane to Svanö oraz Lövö. Najwyższe punkty na terenie parku, z których rozciągają się widoki na rozległe obszary to wzgórza Bjornakullen i Kvarnberget (205 m n.p.m.).
Park narodowy Store Mosse jest łatwo dostępny dla turystów. Główne wejście na teren parku znajduje się w pobliżu jeziora Kävsjön. Znajduje się tutaj punkt informacyjny, stąd też wychodzą szlaki turystyczne oraz ścieżki do dwóch wież obserwacyjnych (jedna z nich jest przystosowana dla niepełnosprawnych). W sumie na terenie parku jest około 30 km znakowanych szlaków.  Na Svanö i Lövö znajdują się chaty, w których turyści mogą nocować.